# Málkov (Berouni járás)
Málkov település Csehországban, a Berouni járásban. Málkov Tmaň, Chodouň, Suchomasty és Libomyšl településekkel határos. Lakosainak száma 109 fő (2024. január 1.).

## Népesség
A település lakosságának változását az alábbi diagram mutatja:
| Lakosok száma | 238  | 249  | 220  | 166  | 130  | 87   | 112  | 112  | 104  | 109  |
|               | 1869 | 1890 | 1921 | 1950 | 1980 | 2001 | 2017 | 2019 | 2022 | 2024 |